# La felicità è dietro l'angolo
La felicità è dietro l'angolo (Le bonheur est dans le pré) è un film del 1995 diretto da Étienne Chatiliez. Il cast comprende Michel Serrault, Eddy Mitchell, Sabine Azéma, Carmen Maura e, come guest star, Eric Cantona.

## Trama
Francis Bergeade è un uomo sfinito dalle difficoltà della vita. Ha appena subìto un infarto. Sua moglie e sua figlia lo tormentano. La sua ditta di accessori sanitari va male e le dipendenti entrano in sciopero. Un giorno, però, scopre di assomigliare ad un uomo scomparso nel nulla 28 anni prima: decide allora di farsi passare per costui.

## Premi
- 1996 - Premio César
  - Migliore attore non protagonista (Eddy Mitchell)